# Ingeborg Helen Marken
Ingeborg Helen Marken, norveška alpska smučarka, * 23. januar 1975, Eggedal.
Nastopila je na olimpijskih igrah 1998 in 2002, najboljšo uvrstitev je dosegla leta 1998 z enajstim mestom v smuku. V štirih nastopih na svetovnih prvenstvih je najboljšo uvrstitev dosegla leta 1996 s šestima mestoma v superveleslalomu in kombinaciji. V svetovnem pokalu je tekmovala osem sezon med letoma 1994 in 2002 ter dosegla eno zmago v superveleslalomu in še tri uvrstitve na stopničke. V skupnem seštevku svetovnega pokala je bila najvišje na osemnajstem mestu leta 1996, ko je bila tudi druga v kombinacijskem seštevku.